# Lucanus kirchneri
Lucanus kirchneri es una especie de coleóptero de la familia Lucanidae.

## Distribución geográfica
Habita en Fujian (China).